# Vita Anda Tērauda

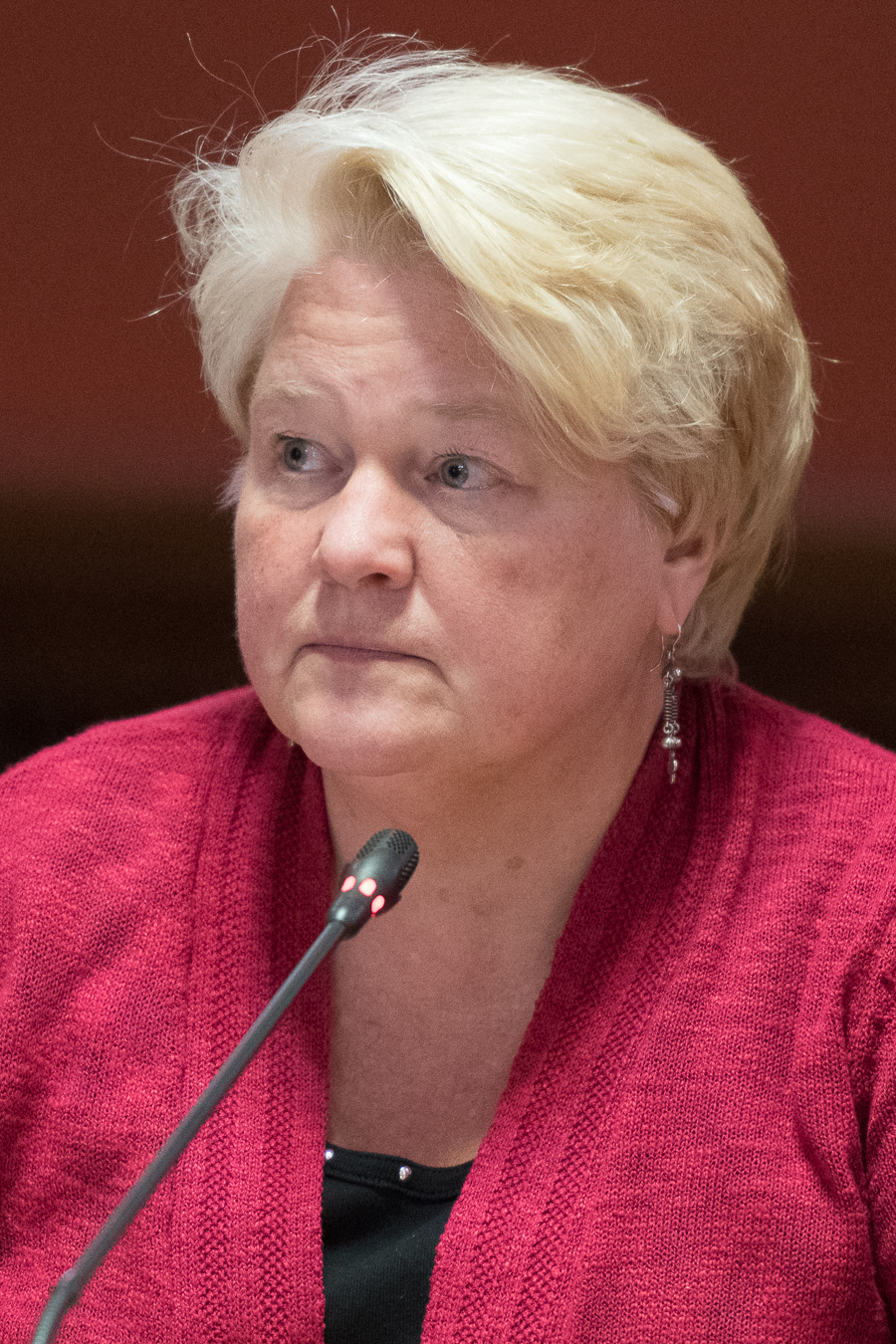
Vita Anda Tērauda (2018)

Vita Anda Tērauda (* 19. Mai 1962 in Washington, D.C.) ist eine lettische Politikerin der Partei Latvijas Ceļš sowie später des Wahlbündnisses Attīstībai/Par!, die unter anderem zwischen 1994 und 1995 Ministerin für die nationale Reform im Kabinett Gailis sowie von 2018 bis 2022 Mitglied der Saeima, des lettischen Parlaments, war.

## Leben
Vita Anda Tērauda, die auch die Staatsbürgerschaft der Vereinigten Staaten besitzt, wuchs in den Vereinigten Staaten auf und schloss 1983 ein Studium im Fach Internationale Beziehungen an der American University mit einem Bachelor ab. Daraufhin arbeitete sie von 1984 bis 1988 als Radiojournalistin für Voice of America in Washington, D.C. und erwarb 1990 einen Master in Internationaler Wirtschaft und Sowjetpolitik an der Johns Hopkins University. Nach der Wiederherstellung der Unabhängigkeit zog sie nach Lettland und trat der Partei Lettlands Weg LC (Latvijas Ceļš) bei. Am 19. September 1994 wurde sie als Ministerin für die nationale Reform in das Kabinett Gailis berufen und bekleidete dieses Ministeramt bis zum 30. Juni 1995.
Nach ihrem Ausscheiden aus der Regierung arbeitete sie von 1995 bis 1996 als Beraterin im staatlichen Menschenrechtsbüro und zwischen 1996 und 2003 als Geschäftsführerin der Sorosa fonds-Latvija, eine Stiftung Unterstützungsprogramme zur Stärkung der Justiz, zur Entwicklung von Medien und Nichtregierungsorganisationen. 2002 gründete sie das Politikforschungszentrum Providus, welches konzentriert sich auf gute Regierungsführung, Antikorruptionspolitik, Medienpolitik, Stärkung der Justiz konzentriert, und war bis 2013 dessen Leiterin. Danach wurde sie 2013 Direktorin des Verbandes politischer Zentren für eine offene Gesellschaft PASOS (Politikas centru apvienībā atvērtai sabiedrībai) sowie Mitglied des Beirates des Nationalen Rates für elektronische Medien NEPLP (Nacionālā elektronisko plašsaziņas līdzekļu padome). Sie war außerdem seit 1996 an der Gründung verschiedener Nichtregierungsorganisation beteiligt und fungierte als Vorstandsmitglied der Gesellschaft für Offenheit Delna (Sabiedrība par atklātību — Delna), der Niederlassung der internationalen Antikorruptions-Nichtregierungsorganisation Transparency International.
Bei der Parlamentswahl am 6. Oktober 2018 wurde Tērauda für das Wahlbündnis Entwicklung/Dafür! AP ! (Attīstībai/Par!) zum Mitglied der Saeima, des lettischen Parlaments, gewählt und gehörte dieser in der 13. Legislaturperiode vom 6. November 2018 bis zum 1. November 2022 an. Während ihrer Parlamentszugehörigkeit war sie zwischen dem 20. November 2018 und dem 27. Mai 2022 Vorsitzende der Kommission für Europäische Angelegenheiten sowie vom 11. Dezember 2018 bis zum 1. November 2022 Vorsitzende des Unterausschusses für Medienpolitik der Kommission für Menschenrechte und öffentliche Angelegenheiten. Des Weiteren war sie zwischen dem 7. Juni 2021 und dem 1. November 2022 Mitglied des Vorstands der Fraktion des Wahlbündnisses Entwicklung/Dafür! sowie zuletzt vom 7. Juni bis zum 1. November 2022 Vorsitzende der Kommission für Haushalt, Finanzen und Steuern.